# Murgasj (bergskedja)
Murgasj (bulgariska: Мургаш) är en bergskedja i Bulgarien.   Den ligger i regionen Sofijska oblast, i den västra delen av landet, 30 km öster om huvudstaden Sofia.
Murgasj sträcker sig 22,5 km i öst-västlig riktning. Den högsta toppen är Murgasj, 1 643 meter över havet.
Topografiskt ingår följande toppar i Murgasj:
- Goten
- Murgasj

I omgivningarna runt Murgasj växer i huvudsak lövfällande lövskog. Runt Murgasj är det ganska glesbefolkat, med 24 invånare per kvadratkilometer.